# Chiesa di San Pietro dei Francesi
La chiesa di San Pietro dei Francesi (Iglesia de San Pedro de los Francos in lingua spagnola) è un edificio religioso risalente al XII secolo nella città di Calatayud, calle de La Rúa. La chiesa fu eretta a seguito della battaglia di Cutanda (1120), nella quale il re Alfonso I di Aragona sconfisse l'esercito almoravide di Ibrahim ibn Yusuf, grazie anche all'aiuto di un contingente di soldati francesi del Bigorre. Fu in onore di questi ultimi che Alfonso I fece erigere la chiesa, dato che molti di essi si stabilirono nella città di Calatayud, conquistata dalle truppe cristiane a seguito della vittoria in questa battaglia. L'attuale chiesa è una ricostruzione del tempio originario, avvenuta nel XIV secolo.

## Descrizione

### Torre

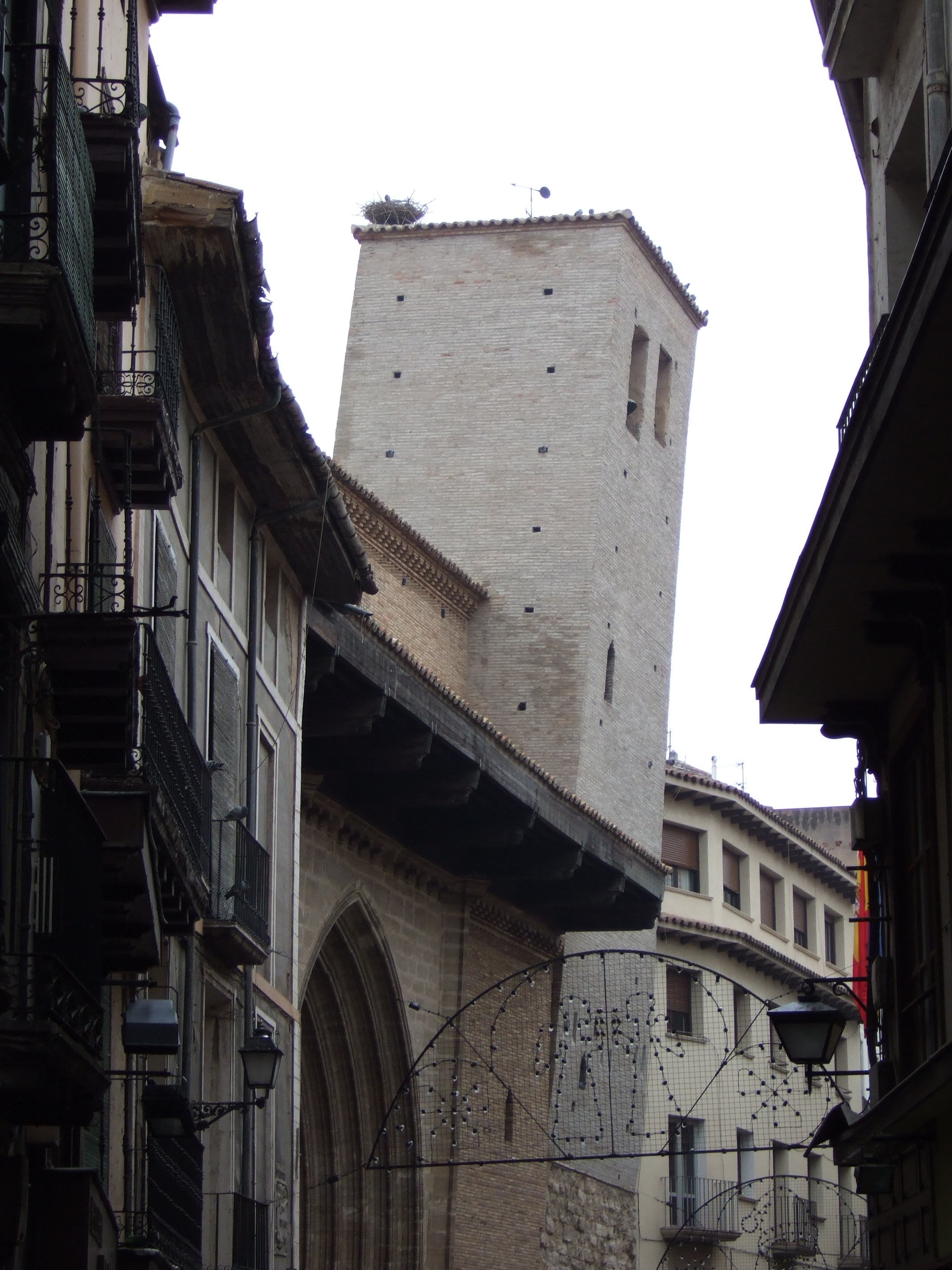
L'esterno con la torre inclinata

La torre a pianta quadrata, che fu eretta in mattoni in stile mudéjar, probabilmente prima del XIV secolo, s'innalza sulla destra della facciata della chiesa. È una torre pendente inclinata più di un metro e mezzo sulla stretta via sulla quale si eleva. Ha la fattura di un minareto almohade con pilastro centrale e scale. Le campane furono eliminate nel 1840 per disposizione del comune di Calatayud, che temeva che a causa dell'inclinazione della torre, la regina Isabella II e la di lei madre, la reggente Maria Cristina, si spaventassero, dato che avrebbero dovuto pernottare nel palazzo proprio di fronte alla torre. Si ritiene che questo ultimo corpo della torre condivida le caratteristiche con le torri di Belmonte e di Aniñón. Le quattro facce della torre mancano di decorazioni e dispongono solo di piccole finestre che danno luce alle scale.

### Facciata

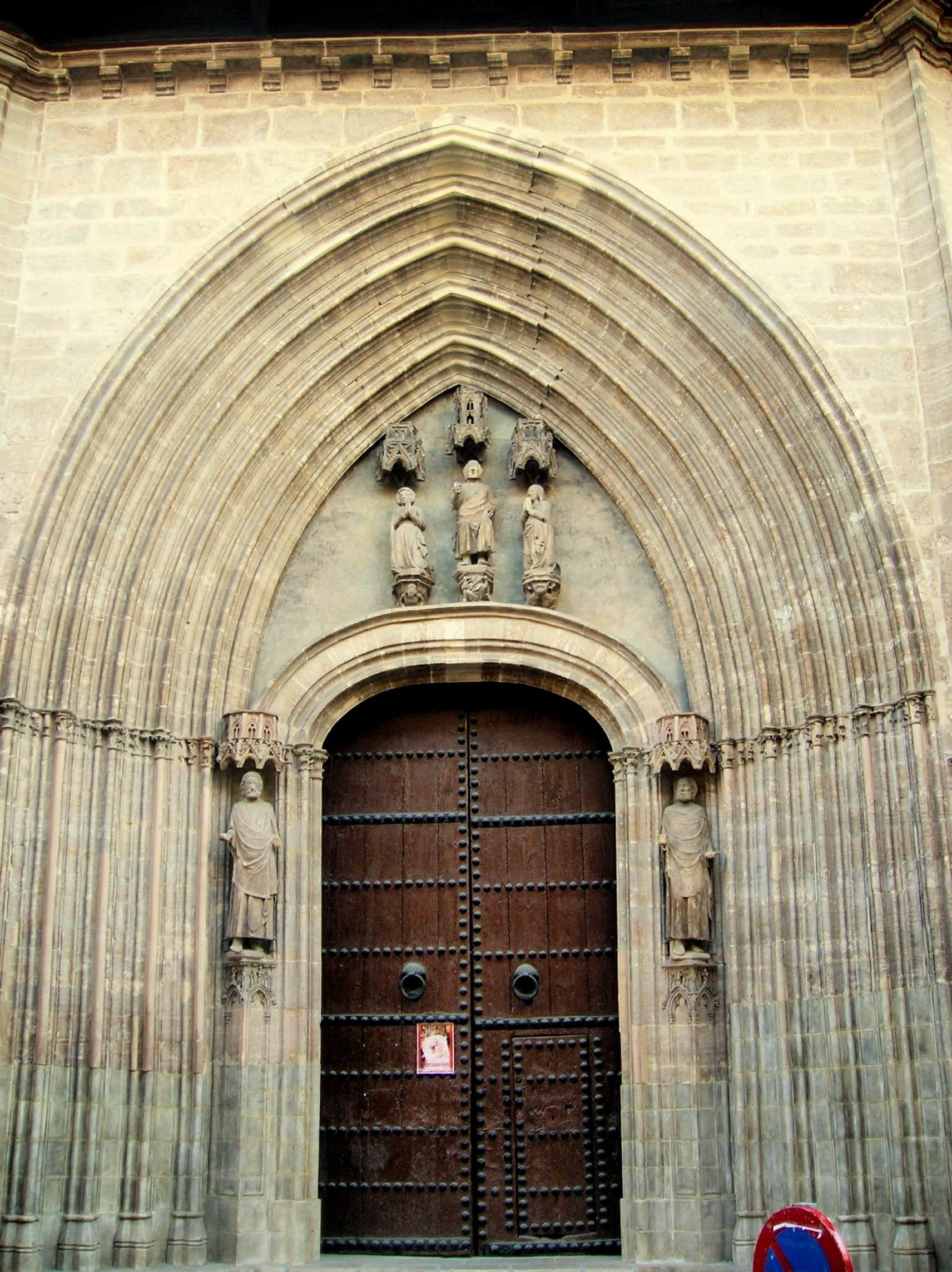
Portale principale della chiesa

La facciata della chiesa, realizzata in conci, è di stile gotico. Il portale strombato contiene nel timpano le statue del Cristo in Maestà tra la Vergine e San Giovanni, mentre ai lati della porta vi sono le statue di San Pietro e San Paolo.

### Interno
L'interno, in stile gotico e mudéjar, è a tre navate, scandite da alte colonne, con volte a crociera e terminanti in tre absidi poligonali. Le absidi sono illuminate da finestre transennate a motivi geometrici e decorate da fregi romboidali. L'interno della chiesa è decorato ad intonaco.

## Culto

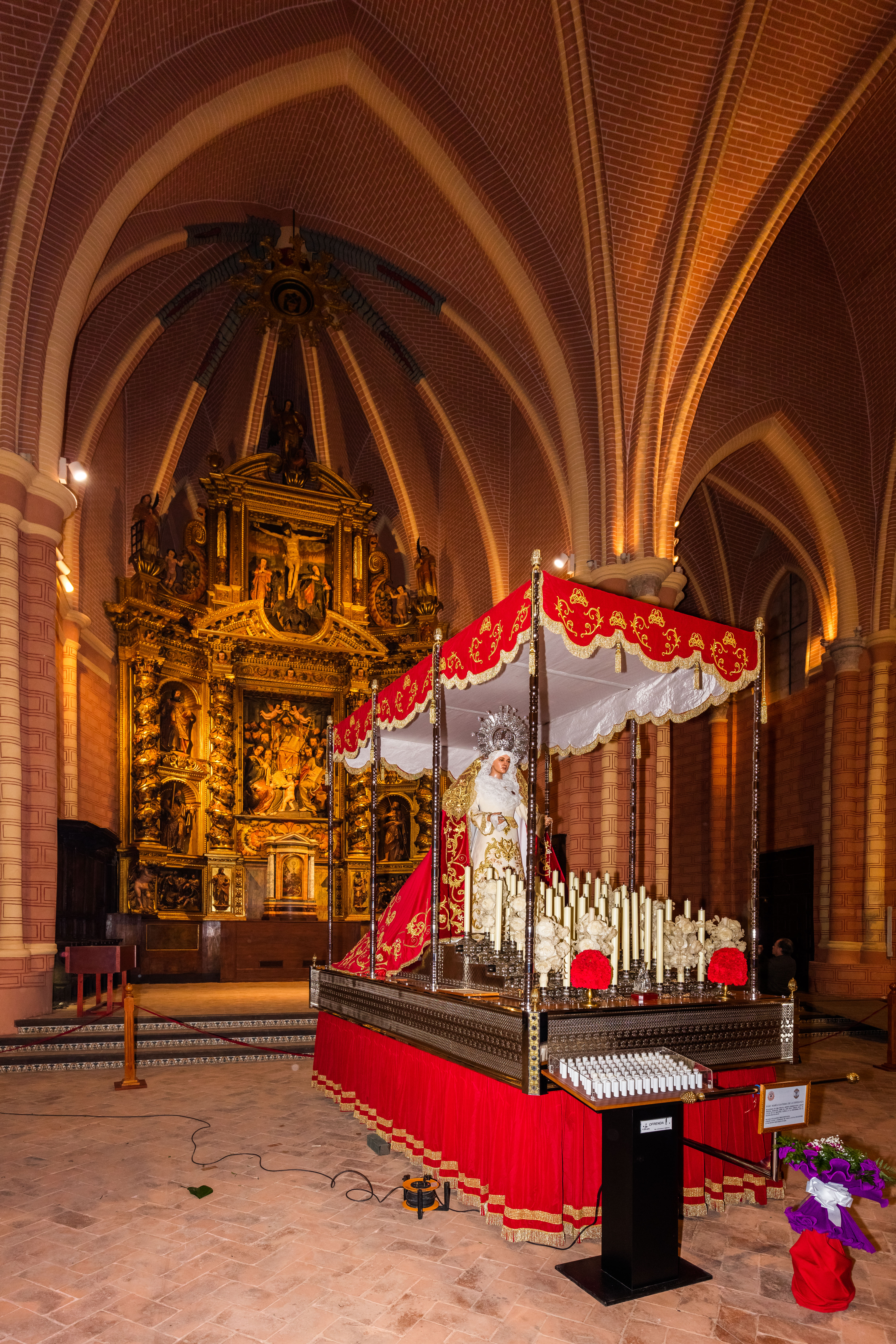
La chiesa è il punto di partenza delle processioni nella Settimana Santa

Nella chiesa non si celebrano oggi messe con frequenza regolare. Si tengono invece manifestazioni saltuarie programmate quali concerti, mostre, ecc.